# 捕集预留

## 捕集预留概念
推广二氧化碳捕集与埋存的前期步骤之一是在电厂设计与建造过程中预先考虑二氧化碳捕集问题，从而使未来可能的二氧化碳捕集改造更加简单经济。相对于传统电厂，这种预留二氧化碳捕集接口的电厂具有更好的可改造性，而且通过设定合理的封存手段，电厂的设计通过简单的系统配置即可实现，却不会对投资与运行费用产生明显影响。CCS技术背景简介

“捕集预留”一词一直以来为业界广泛应用，然而对其概念却缺乏明确的界定。捕集预留事实上是一个设计概念，意即在条件成熟时使得化石燃料电厂能更为经济地改造为配有二氧化碳捕集与封存技术装备的电厂。捕集预留不应单纯局限于捕集，因为二氧化碳捕集与封存是捕集、运输与埋存的集合。因而捕集预留的概念也包括厂址的选择，将捕集到的尽可能多的二氧化碳运送至封存地点，以降低整个CCS过程的总体成本。
捕集预留电厂的具体要求如下：
- 二氧化碳分离过程的技术整合
- 为额外装置预留空间
- 考虑地点选择的具体标准
- 运输及封存（已分离出的）二氧化碳的方案

## 捕集预留发展历程
伴随八国集团格伦伊格尔斯行动计划的提出，国际能源署受邀调查捕集预留的定义。捕集预留能避免捕集锁定并且降低捕集装置改造成本。
2006年四月出版的英国能源评论也指出了探索捕集预留技术的重要性。 
根据2007年四月发布的国际能源署二氧化碳捕集预留电厂报告，如果没有捕集预留，每一座新电厂将会长期产生大量的二氧化碳排放。 

## 捕集预留研究
二氧化碳可以从化石燃料电厂中捕集，然而目前建设配有二氧化碳捕集装置的电厂还不具备经济可行性。因而捕集预留概念应运而生。捕集预留电厂指的是当必要的经济和规章“驱动程序”具备时能进行二氧化碳捕集设备改造的电厂。 
捕集预留研究包括捕集改造方案及投资前期工作研究、足够的预留空间研究、确认二氧化碳埋存的合理路径等。